# لوئیس ریچاردسون
لوئیس ریچاردسون (انگلیسی: Lewis Richardson؛ زادهٔ ۴ ژوئن ۱۹۹۷) بوکسور اهل انگلستان است.